# Siosjärvi
Siosjärvi är en sjö i Finland. Den ligger i kommunen Enontekis i landskapet Lappland, i den norra delen av landet, 900 km norr om huvudstaden Helsingfors. Siosjärvi ligger 364,5 meter över havet. Omgivningarna runt Siosjärvi är i huvudsak ett öppet busklandskap. Arean är 5,2 hektar och strandlinjen är 1,21 kilometer lång. Sjön  ingår i Torne älvs huvudavrinningsområde. 